# Kenworth T680
Kenworth T680 är en lastbilsmodell från Kenworth som introducerades först 2013. Modellen är efterträdare till Kenworth T660.